# Xanthorhoe ouanguemetaria
Xanthorhoe ouanguemetaria là một loài bướm đêm trong họ Geometridae.